# Windstar Cruises
La Windstar Cruises est une compagnie maritime américaine spécialisée dans les croisières à bord de voiliers modernes contrôlés par ordinateur. Elle est basée à Seattle dans l'État de Washington.

## Historique
Cette compagnie  a été créée en 1984 sous le nom de Windstar Sail Cruises.

Son premier navire, le Wind Star a été lancé en 1986, suivi par deux sister-ships, le Wind Song et le Wind Spirit. Les trois quatre-mâts goélettes
ont été construites en France, aux Ateliers et Chantiers du Havre.
En 1987, la Holland America Line achète 50 % de la société Windstar Sail Cruises en 1987 et le solde  en 1988. La nouvelle société intègre la société-mère Carnival Group.
Cette société participera aussi à l'achèvement des deux plus grands navires commandés par le Club Méditerranée le Wind Surf et le Wind Saga.
En 1998, la Windstar Cruises acquiert le Club Med 1, qui avait été construit sous le nom de La Fayette et le rebaptise de son nom d'origine Wind Surf.
En 2002, le Wind Song est ravagé par un incendie dans la salle des machines à Tahiti causant de grands dommages au navire. Celui-ci est classé en perte totale et avec la permission du gouvernement de Tahiti, il est sabordé dans leurs eaux.
En février 2008, Carnival corporation & plc a vendu sa filiale à Ambassadors International pour 100 millions de dollars. Pendant cette période, la gestion technique des navires ainsi que celle des équipages de conduite (Pont/ Machine) était assurée par une société de Shipmanagement basée à Monaco. Cet armateur ayant cessé ses activités, les navires devaient rejoindre la flotte de Majestic America Line.
Le 1er avril 2011, Ambassadors International se place sous la loi des faillites (Chapitre 11) et Windstar est supposé être vendu à une compagnie de White Plaines (NY) connue sous le nom de Whippoorwill Associates, Inc. mais à la suite d'une demande au Tribunal des faillites du Delaware, une mise aux enchères de 2 jours a lieu et la Anschutz Corporation fut attribuée à Windstar pour la somme de 39 millions$. La filiale Xanterra Parks and Resorts est maintenant la compagnie mère de Windstar.
Il fut annoncé le 19 février 2013, que Windstar a réalisé l'achat des trois plus petits navires de Seabourn Cruise Line, soit le Seabourn Pride, Seabourn Legend et Seabourn Spirit. Le Star Pride (anciennement Seabourn Pride) entrera en service en mai 2014 puis les Star Legend & Star Breeze entreront en service en mai 2015 à la suite d'une mise à niveau et une révision en cale sèche.

## Croisière
Durant les mois d'été, la flotte de la Windstar Cruises navigue sur les rives de la mer Méditerranée et durant les mois d'hiver, dans les Caraïbes et sur la côte Pacifique du Costa Rica.
La compagnie est considérée comme offrant le haut de gamme des croisières, embarquant 150 passagers pour le Wind Star et le Wind Spirit et 300 passagers pour le Wind Surf.
Les navires sont immatriculés aux Bahamas. Dans le cadre de ce pavillon, ils sont parmi les rares navires de croisière dans le monde où les passagers sont encore autorisés à rester sur la passerelle de commandement sauf lors de l'entrée ou la sortie du port.  

Étant donné leur petite taille, le service est très personnalisé, et l'interaction avec les officiers du navire est facile. Avec un tirant d'eau assez faible, les navires peuvent entrer dans les ports qui sont inaccessibles aux grands paquebots de croisière. Dans certains cas, les passagers doivent prendre des petits bateaux dans le port (comme à Lipari), lorsque le navire est au mouillage.

## La flotte
- Wind Star

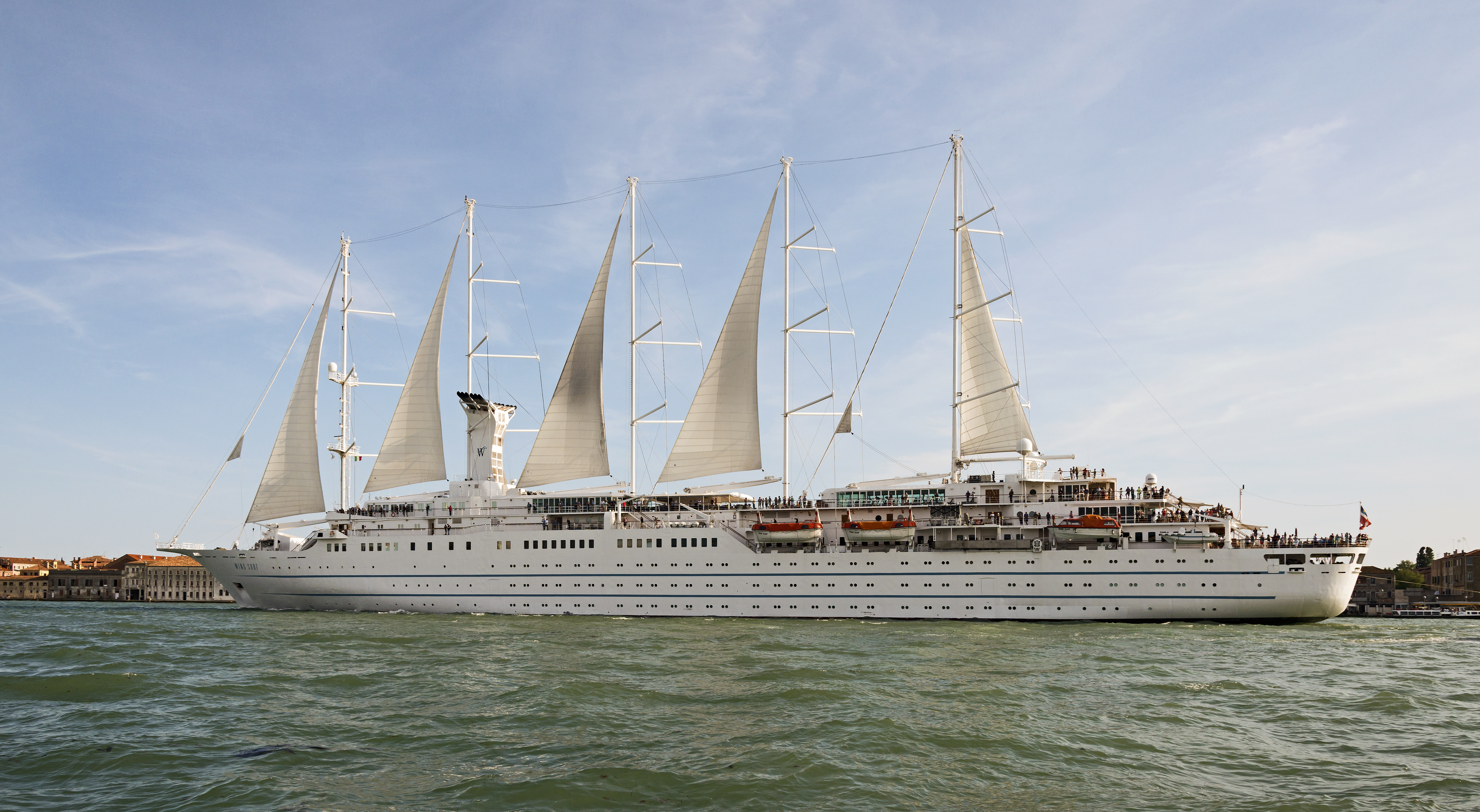
Le Wind Surf

- Wind Song  (perdu dans l'incendie de 2002)
- Wind Spirit
- Wind Surf (ex Club Med 1)
- Star Pride
- Star Breeze
- Star Legend